# Papuagrion prothoracale
Papuagrion prothoracale är en trollsländeart som beskrevs av Maurits Anne Lieftinck 1935. Papuagrion prothoracale ingår i släktet Papuagrion och familjen dammflicksländor. Inga underarter finns listade i Catalogue of Life.